# VK 1602 Leopard

Schéma tanku VK 16.02 Leopard

VK 16.02 Leopard byl německý prototyp lehkého tanku určeného pro průzkum vyvíjený mezi březnem a říjnem 1942. Měl být uveden do sériové výroby v dubnu 1943, ale projekt byl zrušen před vyrobením prvního prototypu.

## Technické údaje
- Hmotnost: 21900 kg
- Posádka: 4 muži
- Pohon: Maybach HL 157 P / 12válec/ 550 hp
- Rychlost: silnice: 50–60 km/h / terén: –km/h
- Dojezd: silnice: 165 km / terén: —km
- Nádrž: 560 litrů
- Délka: 4.74 m nebo 6.45 metru
- Šířka: 3.10 m nebo 3.27 metru
- Výška: 2.60 m or 2.80 metru
- Výzbroj: 50 mm KwK 39/1 L/60 & 1 x 7.92 mm MG34/42
- Munice: 50 mm - 50 nábojů; 7.92 mm - 2400 nábojů
- Pancíř: 20-80 mm